# Fedorówka (rejon żmeryński)
Fedorówka (ukr. Федорівка) – wieś na Ukrainie w rejonie żmeryńskim, obwodu winnickiego; nad Murafą.

## Dwór
- dwór wybudowany w połowie XIX w. przez Tytusa Orlikowskiego (1831-1884)[1].

## Urodzeni
- Celestyna Orlikowska